# Albinaria linnei
Albinaria linnei is een slakkensoort uit de familie van de Clausiliidae. De wetenschappelijke naam van de soort is voor het eerst geldig gepubliceerd in 2008 door E. Gittenberger.